# پسوند
پَسوَند در زبان‌شناسی، تکواژ وابسته است که به پایان واژه‌ها می‌چسبد و معنا و همچین نقش واژه را دگرگون می‌کند.
پسوند همچنین اشاره به یک توصیف برای یک اسم است، مانند پس‌وند نام خانوادگی؛ در ایران طایفه‌های دارای پسوند «وند» دو گروه هستند:
1. گروهی که در دوران هخامنشیان بنام پیشه (شغل) نیای خود معروف شدند، مانند (دریک‌وند = خزانه‌دار)-(سپه‌وَند = نگهبان سپاه)-(بازوَند = مسئول بازها "عقاب‌ها")-(ترکاش‌وند = مسئول تیروکمان‌ها) و …
2. گروهی که پس از ظهور اسلام به نام پدران یا منطقه سکونت خود معروف شدند، مانند (کمال‌وند). (بیرن‌وند). (چغل‌وند) و غیره که نمونه رایج آن در عصر فعلی «جلیل‌وند» است.

## پس‌وندهای تکواژ در زبان فارسی
| پسوند       | کاربرد | نمونه                                                                                                  |
| ----------- | --- | --- |
| آ (۱)       | این پسوند به بن مضارع می‌چسبد و صفت فاعلی مطلق می‌سازد.                                                      | بینا، شنوا، روا، جویا، زیبا، کوشا.                                                                     |
| آ (۲)       | این پسوند الف ندایی است و برای خطاب قراردادن کسی به کار می‌رود.                                             | خداوندا، پروردگارا، سعدیا.                                                                             |
| آ (۳) / نا  | این پسوند از مشخصه‌ای صفت می‌سازد و صورتی دیگر از «نا» است.                                                  | ژرفا/ژرفنا، دازا/درازنا، بلندا، پهنا، ستبرا، گرما.                                                     |
| آ (۴)       | پسوندی که نشانگر زیادی است.                                                                                | خوشا، شگفتا، دریغا، دردا، سودا، خنکا                                                                   |
| آد          | این پسوند به بن مضارع می‌چسبد، گاهی به معنی انجمنی است که فعلی را انجام می‌دهند و گاهی به معنی اسم مکان است. | نویساد (هیئت تحریریه)، سگالاد؛ کناد، هماد (انجمن)، چکاد، خُشکاد (برابر پارسی پیشنهادی برای واژهٔ «قارّه») |
| آده         | این پسوند به بن مضارع می‌چسبد و اسم افزار می‌سازد.                                                           | سنباده (از سنبیدن).                                                                                    |
| آسا         | پسوند چگونگی و مانندگی می‌باشد.                                                                             | غول آسا، شیرآسا،                                                                                       |
| آگین (گین)  | پسوند دارندگی و اتصال می‌باشد                                                                               | برف‌آگین، زهرآگین، خشمگین، شرمگین                                                                       |
| -َند         | پس از ستاک افزوده می‌شود و اسم مصدر می‌سازد.                                                                 | رهَند، جهَند، پسَند، توَند، کشَند                                                                           |
| ک (۱)       | پسوند تصغیر یا تحقیر است                                                                                   | مردک، زنک، پسرک، روباهک.                                                                               |
| ک (۲)       | پسوند تصغیر محبت‌آمیز نیز است.                                                                              | دلبرک، جانک، عزیزک.                                                                                    |
| ک (۳)       | پسوند نسبت و شباهت است.                                                                                    | پولک، پشمک، سنگک، خرسک.                                                                                |
| مَند / اومند | پسوند دارندگی است                                                                                          | تنومند، برومند، سیجومند، هستومند، دانشمند، بهره‌مند، فره‌مند                                             |
| و (۱)       | پسوند کوچک‌سازی است                                                                                         | یارو، پسرو، دخترو                                                                                      |
| و (۲)       | او همچنین پسوند فراوانی و کثرت است                                                                         | شکمو = بسیار شکم‌چران، ترسو = بسیار ترسنده، بُرزو = بسیار بُرز (بلند بالا)، چاکو (چاقو) = بسیار چاک‌دهنده. |
| وَر          | پسوند دارندگی است. رایج است که به صورت "اور" هم تلفظ شود.                                                  | گَنجوَر / گنجور، مُزدوَر، / مزدور، نمور، رنجوَر / رنجور، سنجور                                              |

۱. آسا: پسوند چگونگی و مانندگی می‌باشد.
مانند: نهنگ‌آسا، شیرآسا، اهریمن‌آسا.
۲. آگین (گین): پسوند دارندگی و اتصال می‌باشد.
مانند: برف‌آگین، زهرآگین، خشمگین، شرمگین.
۳. او: پسوند کوچک‌سازی است.
مانند: یارو، پسرو، دخترو.

او: همچنین پسوند فراوانی و کثرت است.
مانند: شکمو = بسیار شکم‌چران، ترسو = بسیار ترسنده، بُرزو = بسیار بُرز (بلند بالا)، چاکو (چاقو) = بسیار چاک‌دهنده.
۴. وَر: پسوند دارندگی است. مانند: گَنجوَر، مُزدوَر، نمور.
اومند: پسوند دارندگی است. مانند: تنومند، برومند، سیجومند، هستومند.
۵. ا(۱): این پسوند به بن مضارع می‌چسبد و صفت فاعلی مطلق می‌سازد.
مانند: بینا، شنوا، روا، جویا، زیبا، کوشا.
۶. ا(۲): این پسوند الف ندایی است و برای خطاب قراردادن کسی به کار می‌رود..
مانند: خداوندا، پروردگارا.
۷. ا(۴): این پسوند از مشخصه‌ای صفت می‌سازد و صورتی دیگر از «نا» است.
مانند: ژرفا/ژرفنا، دازا/درازنا، بلندا، پهنا، ستبرا، گرما.
۷. ا(۵): پسوندی که نشانگر شگفتی و افسوس است.
مانند: خوشا، شگفتا، دریغا، دردا.
۸. اد: این پسوند به بن مضارع می‌چسبد، گاهی به معنی انجمنی است که فعلی را انجام می‌دهند و گاهی به معنی اسم مکان است.
مانند: نویساد (هیئت تحریریه)، سگالاد؛ کناد، هماد (انجمن)، چکاد، خُشکاد (برابر پارسی پیشنهادی برای پاژه قارّه)
۹. اده: این پسوند به بن مضارع می‌چسبد و اسم افزار می‌سازد.
مانند: سنباده (از سنبیدن).
۱۰. ار(۱): این پسوند به بن ماضی می‌چسبد و صفت فاعلی می‌سازد.
مانند: برخوردار، گرفتار، مردار، نوشتار.
۱۱. ار(۲): این پسوند به بن ماضی می‌چسبد و اسم مصدر می‌سازد.
مانند: گفتار، رفتار، شنیدار.
۱۲. اک: این پسوند به بن مضارع می‌چسبد و «اسم مفعولی» می‌سازد.
مانند: خوراک، پوشاک، نوشاک، کاواک، رواک (که معرب آن رواج است)، نویساک، آموزاک.
۱۳. ال: این پسوند اسم شکل می‌سازد.
مانند: چنگال، پیچال، گودال، پیخال و واژگان نوساختهٔ تختال(slab)، پیچال(labyrinth)، برخال (fractal)، نگارال(graftal).
1. اله: این پسوند اسم می‌سازد. مانند: تفاله، پیچاله، نخاله.
2. اُم: کاربرد این پسوند در اعداد است، که آنها را به اعداد ترتیبی بدل می‌کند.

مانند: یکم، دوم، سوم.
۱۶. ان(۱): این پسوند به بن مضارع چسبیده و صفت فاعلی می‌سازد.
مانند: روان، گریان، سوزان.
۱۷. ان(۲): این پسوند به بن مضارع چسبیده و از فعل قید می‌سازد.
مانند: دوان دوان، جهان، کِشان.
۱۸. ان(۳): پسوند زمان است.
مانند: بهاران، بامدادان.
۱۹. ـَن(۴): این پسوند از ریشه فعل نام ابزار می‌سازد.
مانند: تاوَن (واژه نوساخته فرهنگستان برای Oven)، نهنبن (به معنی درپوش دیگ و تنور)، پرویزن، سوزن، روزن، میهن، انجمن، پوشن (واژه نوساخته فرهنگستان برای Cover).
۱۹. انه(۱): این پسوند از اسم قید می‌سازد.
مانند: دانشمندانه، پیامبرانه.
۲۰. انه(۲): این پسوند از اسم صفت می‌سازد.
مانند: مردانه، زنانه.
۲۱. ایک: این پسوند دیسه کهن‌تر از پسوند «ای» است که پسوند صفت‌ساز است.
مانند: روان‌شناسیک، زمین‌شناسیک، رایانیک، آرمانیک، تاریک، نزدیک، پارسیک.
۲۲. این: پسوند صفت سازاست.
مانند: زَرین (به مانند زَر)، سیمین، بلورین (به مانند بلور)، رنگین، آهنین، پولادین (به مانند پولاد)، مهین.
۲۳. اینه: این پسوند اسم‌ساز است.
مانند: خاگینه، زرینه، سیمینه، آردینه (حلوا).
۲۴. بار: پسوند مکان به معنی کرانه.
مانند: رودبار، دریابار.
۲۵. باز: این پسوند از فعل باختن (بازی کردن) گرفته شده است و به معنی بازی کردن می‌باشد.
مانند: قمارباز، دخترباز، کفترباز، آتشباز.
۲۶. بان: این پسوند صفت فاعلی که دلالت بر نگاهبانی و حفاظت می‌کند، می‌سازد.
مانند: راهبان، پاسبان، دژبان، دَربان، پارکبان، استخوان (ایستکبان).
۲۷. بُد (پد): این پسوند نشانگر بر دارندگی و اتصال دلالت دارد.
مانند: سپهبد، ارتشبد، دریابُد.
۲۸. تر: این پسوند (صفت برتر)می‌سازد.
مانند: خوبتر، بدتر.
۲۹. ترین: این پسوند صفت برترین (بهترینگی) می‌سازد.
مانند: خوبترین، بدترین، توانمندترین، هوشمندترین، آسان‌ترین، پیشرفته‌ترین.
۳۰. چه (ژه): پسوند تصغیر است.
مانند: کوچه، سراچه، خوانچه، مورچه، موژه، نایژه، مامیزه، پیچیزه، خمیزه، راکیزه، گردیزه، تنیزه، گوییزه، گویچه
۳۱. دان: این پسوند نشانگر جا است.
مانند: نمکدان، شِکردان، تُخمدان، چینه دان.
۳۲. دیس: پسوند مانندگی است.
مانند: ناودیس، تاقدیس، تَندیس، سَردیس، خاجدیس، دلدیس، بادام دیس.
۳۳. زار: این پسوند اسم مکان می‌سازد.
مانند: لاله‌زار، سبزه‌زار، چَمَنزار.
۳۴. سار: پسوند مکان‌ساز است.
مانند: یخسار، کوهسار، دیوسار.
۳۵. سان: پسوند مانندگی، چگونگی است.
مانند: دیوسان، شیرسان.
۳۶. ستان: پسوند مکان و زمان ساز است.
مانند: باغستان، گلستان، بوستان، تابستان، زمستان.
۳۷. سرا: پسوند مکان ساز است.
مانند: میان‌سرا، کاروان‌سرا، آهنگسرا، فرهنگسرا.
۳۸. سیر: پسوند مکان ساز است.
مانند: گرمسیر، سردسیر.
۳۹. ـِش: این پسوند به بن مضارع می‌چسبد و اسم مصدر می‌سازد.
مانند: روش، آموزش، ورزش، سنجش، بخشش، خواهش.
۴۰. فام: این پسوند به آلودگی و رزیدگی بر چیزی دلالت می‌کند.
مانند: زرفام، زرینه‌فام، سیه‌فام، گل‌فام.
۴۱. ک: پسوند تصغیر یا تحقیر است.
مانند: مردک، زنک، روباهک.
ک: پسوند تصغیر محبت‌آمیز نیز است.
مانند: دلبرک، جانک، عزیزک.
۴۲. ک: پسوند نسبت و شباهت است.
مانند: پولک، پشمک، سنگک، خرسک.
۴۳. کار: این پسوند از اسم صفت فاعلی می‌سازد.
مانند: چوبکار، آهنکار.
۴۴. کده: این پسوند اسم مکان می‌سازد.
مانند: دانشکده، پژوهشکده، هنرکده.
۴۵. کنت: در زبان سغدی به معنی شهر.
مانند: سمرقند (سمرکنت)، تاشکند، پنجکند.
۴۶. گار: این پسوند به بن مضارع یا ماضی می‌چسبد و صفت مبالغه می‌سازد.
مانند: آموزگار، پروردگار، فریفتگار.
۴۷. گان: این پسوند اسم مجموعه از چیزی می‌سازد.
مانند: اندامگان (مجموعه اندام‌ها)، حسابگان، افزارگان.
۱. گانه: این پسوند پس از اسم یا عدد می‌آید و نسبت را نشان می‌دهد.
مانند: جداگانه، چندگانه، دوگانه، سه‌گانه.
۲. گانی:
مانند: خدایگانی.
۴۸. گاه: این پسوند اسم مکان و زمان می‌سازد.
مانند: دانشگاه، پژوهشگاه، زایشگاه، آزمایشگاه، بازداشتگاه، صبح‌گاه، شامگاه، ناگاه، بامگاه، سحرگاه
۴۹. گر: این پسوند از اسم صفت فاعلی می‌سازد.
مانند: پژوهشگر، رفتگر، کفشگر، مسگر، زرگر، درودگر، رویگر، آهنگر.
۵۰. گرد: به معنی شهر معرب آن جرد می‌باشد.
مانند: هشتگرد، سوسنگرد، سیاوشگرد، بروجرد، امزاجرد، دستجرد.
۵۱. گری: این پسوند اسم مصدر از شغلی می‌سازد.
مانند: رفتگری، ریخته‌گری.
۵۲. گون: این پسوند بر چگونگی و مانندگی دلالت دارد.
مانند: مهگون، پری‌گون، لاله‌گون.
۵۳. لاخ: پسوند مکان است همانند زار ولی در معنی منفی.
مانند: سنگلاخ، نمکلاخ، دیولاخ.
۵۴. مان: این پسوند غالباً به بن مضارع یا بن ماضی چسبیده و اسم مصدر می‌سازد.
مانند: زایمان، ساختمان، پرسمان، گفتمان، گزیدمان (انتخابات)، گماشتمان (انتصابات).
1. «مون» این پسوند به معنای اندازه می‌باشد مانند ترامون به معنی قطر و پیرامون به معنی محیط و اطراف

۵۵. مند (اومند): پسوند دارندگی است.
مانند: دانشمند، بهره‌مند، فرهمند، سپهرمند، آرشیمند
۵۶. نا: این پسوند از مشخصه‌ای صفت می‌سازد و صورتی دیگر از «نا» است.
مانند: فراخنا، تنگنا، دازنا، ژرفنا.
۵۷. ناک: این پسوند به آلودگی، دارندگی یا فراوانی بر چیزی دلالت می‌کند.
مانند: چسبناک، نمناک.
۵۸. ند: این پسوند به بن مضارع چسبیده و اسم مصدر می‌سازد.
مانند: گزند، روند، پیچند، چرخند، مانند.
۵۹. نده: این پسوند به بن مضارع می‌چسبد و صفت فاعلی می‌سازد.
مانند: بیننده، گوینده، راننده، گواژنده (طعنه‌زننده). بن کنونی+نده
۶۰.نگ: این پسوند از صفت یا اسم، صفت یا اسم جدید می‌سازد.
مانند: شلنگ، زرنگ (زر در معنای زرد)، آهنگ، فشنگ، سرنگ
۶۱. وار(۱): این پسوند از اسم قید می‌سازد.
مانند: دیوانه‌وار، فرشته‌وار.
۶۲. وار(۲): این پسوند از اسم صفت فاعلی می‌سازد.
مانند: بزرگوار، سترگوار، سوگوار.
۶۳. واره: این پسوند اسم انجمن یا هماد از کاری می‌سازد.
مانند: جشنواره، سوگواره، اشکواره.
این پسوند برای ساختن «نام» هایی بکار می‌رود که همانندی با یک چیز/کار (نام" دیگر را برساند ولی در ترازی کوچک‌تر و پایین‌تر از ان است، بدان می‌ماند و به چم آن وابسته است ولی به‌راستی خود آن نیست مانند:
ماه - ماهواره که به جای «قمر مصنوعی» که پیشتر می‌گفتند درست شد.
سنگ - سنگواره که به جای فوسیل بیشتر به کار می‌رود
جشن- جشنواره که به چم فستیوال به کار می‌رود
گوش - گوشواره
۶۴. واری: این پسوند اسم مصدر می‌سازد.
مانند: سوگواری، اشکواری.
۶۵. وانه: پسنود ساخت اسم فاعل.
مانند: پشتوانه.
۶۶ ور: این پسوند صفت فاعلی می‌سازد.
مانند: دانشور، راهور، کنشور، پاسور (پلیس)، دبیر (دیپور).
۶۷. وش: این پسوند بر چگونگی و مانندگی دلالت دارد.
مانند: مهوش، پری‌وش، فرشته‌وش.
۶۸. وند: این پسوند بر چگونگی و مانندگی و گاهی دارندگی دلالت دارد.
مانند: شهروند، پیشوند، پسوند، میانوند.
۶۹. ه(۱): این پسوند به بن مضارع می‌چسبد و اسم افزار می‌سازد.
مانند: استره (از استردن)، ماله، رنده (از رندیدن)، تراشه، پرونده، لوله (از لولیدن)، سنبه (از سنبیدن).
۷۰. ه(۲): این پسوند به بن مضارع می‌چسبد و اسم مصدر می‌سازد.
مانند: خنده، مویه، گریه، آموزه.
۷۱. ه(۳): این پسوند در زبان عامیانه بیانگر اسم معرفه است.
مانند: زنه، پسره، کارمنده.
۷۲. ی(۱): این پسوند بیانگر اسم نکره است.
مانند: زنی، پسری، کارمندی.
۷۳. ی(۲): این پسوند به اسم می‌چسبد و صفت‌ساز است.
مانند: سنگی، هندی، سیگاری، شطرنجی
۷۴. ی(۳): این پسوند به اسم و صفت می‌چسبد و اسم‌ساز است.
مانند: برادری، بزرگی، شیرینی، بیگانگی، عکاسی
۷۵. ی(۴): این پسوند بیشتر در زبان عامیانه به قید می‌چسبد و قیدساز است
مانند: صبحی (در جملهٔ: امروز صبحی دیدمش)
۷۶. فش: این پسوند معنای مانندگی می‌بخشد.
مانند: شیرفش، اژدهافش، اسپ‌فش

## در دیگر زبان‌های هندواروپایی
• انگلیسی:
• آلمانی:
• نروژی:
• فرانسوی:
- ایرلندی:
- روسی:
- یونانی:

•بُلغاری:
• سوئدی:
• دانمارکی:
• هلندی: